# 러시아의 행정 구역
다음은 러시아의 행정 구역에 관한 서술이다.

## 연방주체

러시아의 연방주체들

연방국가인 러시아는 2014년 기준 84개의 연방주체(субъекты федерации)로 구성된다. 이들은 연방평의회(상원)에 각각 똑같이 2명의 대표의원을 보낸다.
연방주체의 종류에는 6가지가 있으며, 종류에 따라 그 정치적 자율성에 차이가 있을 수 있다. 현재 22개의 공화국, 9개의 변경주, 46개의 주, 3개의 연방시, 1개의 자치주, 4개의 자치구가 존재한다. 자치구(округ)는 연방주체이면서 다른 연방주체의 하위에 놓이는 독특한 지위를 가지나, 추코트카 자치구만은 예외적으로 독립해 있다.
크림 공화국과 세바스토폴은 2014년 이래로 러시아가 실효지배 중이나 국제적으로 인정되지 않았으며 우크라이나가 영유권을 주장하고 있다.

## 행정 구역
각 연방주체 하의 행정구역들은 주로 연방주체의 책임 하에 있기 때문에 종류, 이름, 구조가 주체들마다 크게 다를 수 있다.
1급 행정구역
- 연방주체(субъект Российской Федерации): 공화국, 변경주, 주, 자치주, 자치관구, 연방시

2급 행정구역
- 군(район)
- 연방주체 하위의 시(город)
- 연방주체 하위의 도시형 거주지(посёлок городского типа)
- 연방주체 하위의 촌락형 인구 밀집지(сельский населённый пункт)
- 폐쇄 행정구역(закрытое административно-территориальное образование / ЗАТО)
- 관구(округ)
- 시내 관구, 연방도시 하위 군

3급 행정구역
- 군(또는 동등한 행정구역) 하위의 시(город) 및 도시형 행정구역 단위
- 군(또는 동등한 행정구역) 하위의 도시형 거주지(посёлок городского типа) 및 거주지/정착지형 행정구역 단위: 거주지(посёлок), 정착지(поселение) 등
- 군(또는 동등한 행정구역) 하위의 촌락형 행정구역 단위: 촌락형 정착지, 촌위원회(сельсовет) 등
- 시내 행정 구역: 시내군, 시내관구
- 모스크바 연방시의 군 및 정착지

4급 행정구역
- 인구 밀집지(населённые пункты)

## 자치 구역
자치 단체(муниципальные образования)는 행정 구역과는 별개의 구분으로 지방 자치권을 가지는 지역 구분을 결정한다. 2004-2005년에 진행된 행정구역 개편을 통해 러시아 연방은 각 연방주체들에게 하위 자치 단체들을 헌법에 규정된 일률적인 구조에 따라 정비하도록 하였다.
1급 자치체
- 자치군(муниципальный район): 보통 행정 군(라이온)의 경계 하에 형성된다.
- 자치관구(муниципальный округ): 자치체가 없는 영토를 묶은 것으로, 2019년 새로 도입되었다.
- 도시관구(городской округ): 군의 하위에 놓이지 않는 시를 말하며, 흔히 연방주체 지정시에 설치된다.
- 연방시 시내 영토(внутригородская территория города федерального значения): 연방시의 하위에만 편성된다. "시내 자치 단체"(внутригородское муниципальное образование)의 일종이다.

2급 자치체
- 도시형 정착지(сельское поселение): 도시 또는 도시형 행정구역에 설치된다. 행정구역 상으로는 독립된 시일 수도, 군의 일부일 수도 있으나 지자체 상으로는 자치군의 하위로 편성된다.
- 촌락형 정착지(сельское поселение): 하나 또는 여러 개의 촌락형 행정구역에 설치된다.
- 시내군(внутригородской район): "시내 구획이 있는 도시관구"으로 설정된 일부 도시관구 하위에만 편성된다. "시내 자치 단체"의 일종이다.

이러한 하위 행정 구역 속에 놓이지 않는 나머지 영토를 가리켜 정착지간 영토(межселенная территория)라고 한다.

## 기타

### 연방관구

러시아 연방관구

연방관구(федеральные округа)는 러시아 연방을 크게 8개 지역으로 나누는 대분류로, 행정구역은 아니나 러시아 대통령이 각 관구에 전권대표를 임명하여 연방과 연방주체들 간의 연락을 돕고 연방법률 준수 현황을 관리한다.

## 같이 보기
- 소련의 공화국